# Liste der Biografien/Mulli
Liste der Biografien |
Portal Biografien |
Personensuche
# |
A |
B |
C |
D |
E |
F |
G |
H |
I |
J |
K |
L |
M |
N |
O |
P |
Q |
R |
S |
T |
U |
V |
W |
X |
Y |
Z |
?
 
Ma |
Mb |
Mc |
Md |
Me |
Mf |
Mg |
Mh |
Mi |
Mj |
Mk |
Ml |
Mm |
Mn |
Mo |
Mp |
Mq |
Mr |
Ms |
Mt |
Mu |
Mv |
Mw |
Mx |
My |
Mz
 
Mua |
Mub |
Muc |
Mud |
Mue |
Muf |
Mug |
Muh |
Mui |
Muj |
Muk |
Mul |
Mum |
Mun |
Muo |
Mup |
Muq |
Mur |
Mus |
Mut |
Muu |
Muv |
Muw |
Mux |
Muy |
Muz
 
Mula |
Mulb |
Mulc |
Muld |
Mule |
Mulf |
Mulg |
Mulh |
Muli |
Mulj |
Mulk |
Mull |
Mulm |
Muln |
Mulo |
Mulr |
Muls |
Mult |
Mulu |
Mulv |
Mulw |
Muly |
Mulz
 
Mulla |
Mulle |
Mullg |
Mullh |
Mulli |
Mulln |
Mullo |
Mullr |
Mully
Die Liste der Biografien führt alle Personen auf, die in der deutschsprachigen Wikipedia einen Artikel haben. Dieses ist eine Teilliste mit 75 Einträgen von Personen, deren Namen mit den Buchstaben „Mulli“ beginnt.

## Mulli
- Mülli, Albert (1916–1997), Schweizer Widerstandskämpfer gegen den Nationalsozialismus und Politiker (SP)
- Mülli, Rudolf (1882–1962), Schweizer Maler

### Mullic
- Mullican, Matt (* 1951), US-amerikanischer Konzeptkünstler, Bildhauer und Kunstdozent
- Mullican, Moon (1909–1967), amerikanischer Country-Sänger und Pianist

### Mullie
- Mulliez, Gérard (* 1931), französischer Unternehmer und Manager
- Mulliez, Vianney (* 1963), französischer Unternehmer und Manager

### Mullig
- Mulligan, Andy, britischer Autor
- Mulligan, Blackjack (1941–2016), US-amerikanischer Wrestler und American-Football-Spieler
- Mulligan, Brian, irisch-amerikanischer Bariton
- Mulligan, Carey (* 1985), britische SchauspielerinCarey Mulligan (* 1985)

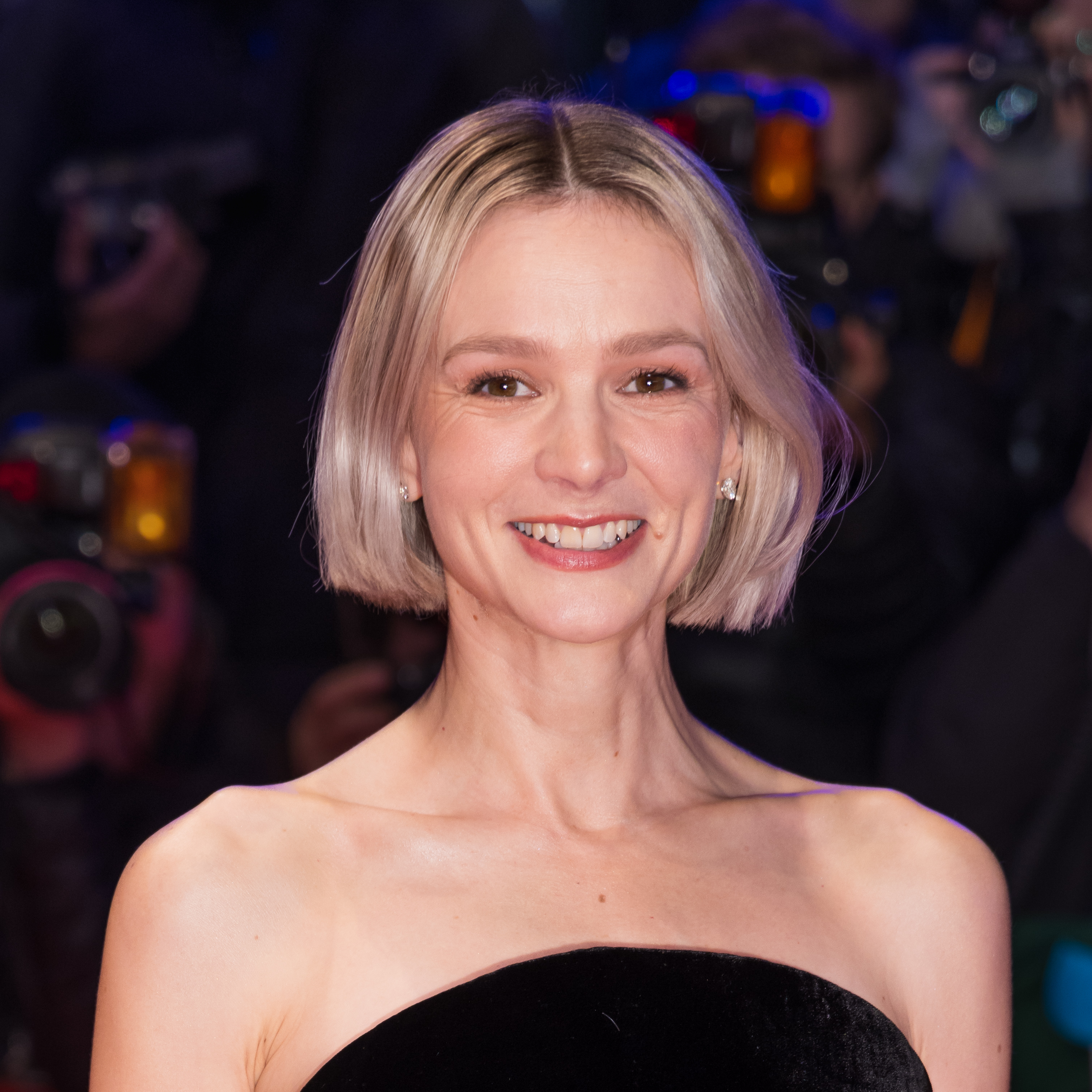
Carey Mulligan (* 1985)

- Mulligan, David (* 1982), neuseeländischer Fußballspieler
- Mulligan, Gary (* 1985), irischer Fußballspieler
- Mulligan, Gerry (1927–1996), US-amerikanischer Jazzmusiker (Baritonsaxophon), Arrangeur und Komponist
- Mulligan, Hercules (1740–1825), Unterstützer der amerikanischen Revolution
- Mulligan, Jessica, US-amerikanische Designerin von Computerspielen, Autor
- Mulligan, Josh (* 2002), schottischer Fußballspieler
- Mulligan, Kevin (* 1951), englischer und irischer Philosoph und Hochschullehrer
- Mulligan, Martin (* 1940), australisch-italienischer Tennisspieler
- Mulligan, Mary (* 1960), schottische Politikerin
- Mulligan, Richard (1932–2000), US-amerikanischer SchauspielerRichard Mulligan (1932–2000)

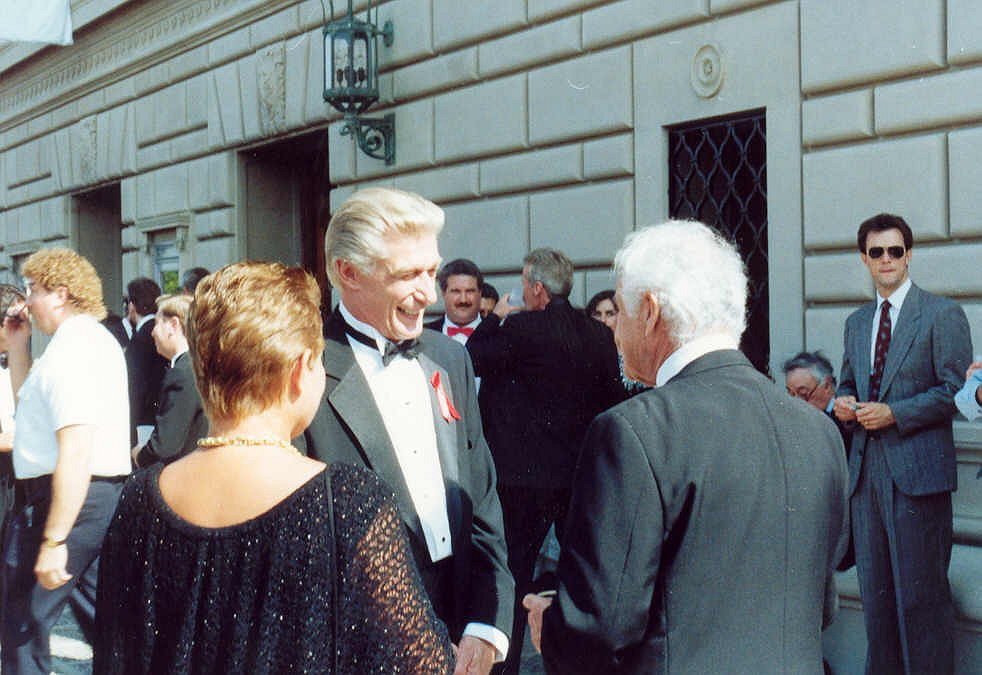
Richard Mulligan (1932–2000)

- Mulligan, Robert (1925–2008), US-amerikanischer Filmregisseur
- Mulligan, Sam (* 1997), kanadischer Skirennläufer
- Mulligan, Silvestro Patrizio (1875–1950), irischer römisch-katholischer Ordensgeistlicher, Erzbischof von Delhi und Simla
- Mulligan, Terry David (* 1942), kanadischer Schauspieler und Moderator
- Mulligan, William (1838–1914), amerikanischer Maler, Farmer und Bankdirektor

### Mullik
- Mullikas, David (* 1987), deutsch-estnischer Schauspieler
- Mulliken, Robert (1896–1986), US-amerikanischer Physiker und Chemiker
- Mulliken, William (1939–2014), US-amerikanischer Schwimmer
- Mullikin, Anna (1893–1975), US-amerikanische Mathematikerin

### Mullin
- Mullín Nocetti, Carlos Arturo (1914–1985), uruguayischer Ordensgeistlicher, Bischof von Minas
- Mullin, Chris (* 1963), US-amerikanischer Basketballspieler
- Mullin, Herbert (1947–2022), US-amerikanischer SerienmörderHerbert Mullin (1947–2022)

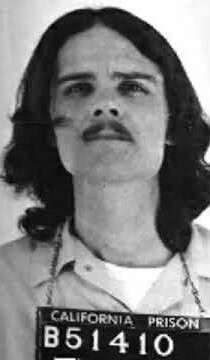
Herbert Mullin (1947–2022)

- Mullin, Joseph (1811–1882), US-amerikanischer Jurist und Politiker
- Mullin, Kevin (* 1970), US-amerikanischer Politiker der Demokratischen Partei
- Mullin, Markwayne (* 1977), US-amerikanischer Politiker
- Mullin, Roger (* 1948), schottischer Politiker
- Mullin, Scott J. (* 1955), kanadischer Diplomat
- Mullin, Shauna (* 1984), britische Beachvolleyballspielerin
- Mullin, Willard (1902–1978), US-amerikanischer Cartoonist
- Mulliner, Thomas, britischer Notenkopist und Organist
- Mullings, Clive (* 1957), jamaikanischer Politiker (JLP)
- Mullings, Devin (* 1985), bahamaischer Tennisspieler
- Mullings, Keith (1968–2021), US-amerikanischer Boxer
- Mullings, Ken (* 1997), bahamaischer Zehnkämpfer
- Mullings, Leith (1945–2020), US-amerikanische Anthropologin
- Mullings, Ralford (* 2002), jamaikanischer Diskuswerfer
- Mullings, Seymour (1931–2013), jamaikanischer Politiker (PNP)
- Mullings, Steve (* 1982), jamaikanischer Leichtathlet
- Mullinix, Siri (* 1978), US-amerikanische Fußballspielerin
- Mullink, Alex (* 1944), niederländischer Ruderer
- Mullinnix, Henry M. (1892–1943), Marineflieger und Admiral der United States Navy während des Zweiten Weltkriegs
- Mullins, Aimee (* 1975), US-amerikanische Leichtathletin, Schauspielerin sowie ein Laufsteg- und FotomodellAimee Mullins (* 1975)

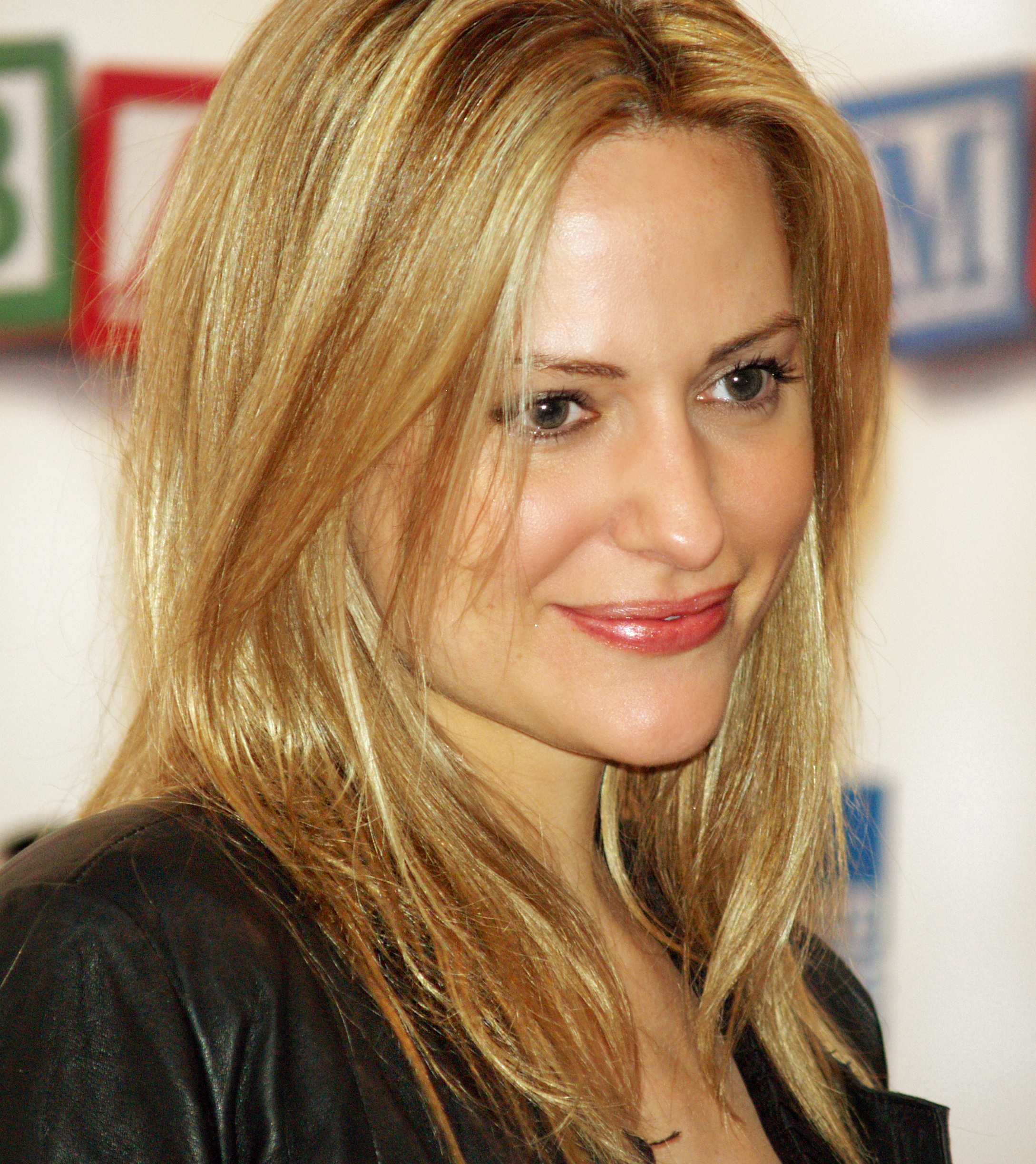
Aimee Mullins (* 1975)

- Mullins, Charles L. (1892–1976), US-amerikanischer Offizier, Generalmajor der US-Army
- Mullins, Craig (* 1964), US-amerikanischer Künstler
- Mullins, Daniel Joseph (1929–2019), irischer Geistlicher, römisch-katholischer Bischof von Menevia
- Mullins, Dave, US-amerikanischer Animator und Filmregisseur
- Mullins, Edwin (1933–2024), britischer Romancier, Mediävist, Kunstkritiker und Journalist
- Mullins, Edwin Roscoe (1848–1907), britischer Bildhauer
- Mullins, Eustace (1923–2010), amerikanischer politischer Schriftsteller und Biograph
- Mullins, Hayden (* 1979), englischer Fußballspieler und -trainer
- Mullins, James (1807–1873), US-amerikanischer Politiker
- Mullins, Joe (* 1937), kanadischer Mittelstreckenläufer und Sprinter
- Mullins, Johnny (1923–2009), US-amerikanischer Songwriter
- Mullins, Mark R. (* 1954), Japanologe, Religionswissenschaftler und Hochschullehrer
- Mullins, Matt (* 1980), US-amerikanischer Kampfkunst-Weltmeister und Schauspieler
- Mullins, Matty (* 1989), US-amerikanischer Rockmusiker und Songwriter
- Mullins, Michael (* 1951), US-amerikanischer Schauspieler
- Mullins, Nicholas C. (1939–1988), US-amerikanischer Soziologe
- Mullins, Peter (1926–2012), australisch-kanadischer Zehnkämpfer und Basketballspieler
- Mullins, Peter (* 1931), britischer Filmarchitekt
- Mullins, Rich (1955–1997), amerikanischer Sänger und Songwriter christlicher Popmusik
- Mullins, Shawn (* 1968), US-amerikanischer Musiker und Songwriter
- Mullins, Zeke (1925–2019), US-amerikanischer Jazzmusiker (Piano)

### Mullis
- Mullis, Kary (1944–2019), US-amerikanischer Biochemiker und Nobelpreisträger für Chemie (1993)Kary Mullis (1944–2019)

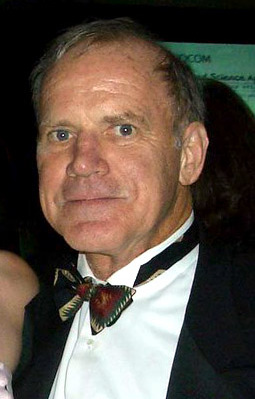
Kary Mullis (1944–2019)

- Mullissu-mukannišat-Ninua, Königin von Assyrien